# Telekomunikacja światłowodowa
Telekomunikacja światłowodowa – dział telekomunikacji zajmujący się przekazem informacji za pomocą techniki optycznej (światłowodów).

## Historia
Komunikacja optyczna za pomocą zwykłego niespójnego światła widzialnego o długości falowej od 380–780 nm znana była od dawna, lecz dopiero badania prowadzone w latach 60. umożliwiły modulacje światła laserowego sygnałem cyfrowym i uzyskanie pierwszych przekazów informacji za pomocą przezroczystego medium, co było początkiem rozwoju transmisji światłowodowej. W latach 70. XX wieku zaczęła się pierwsza generacja światłowodowa zapoczątkowana przez dwa znaczące osiągnięcia technologii optycznej.
Pierwszym osiągnięciem było opanowanie technologii produkcji włókna kwarcowego czystego w takim stopniu by jego tłumienność nie przekraczała 4 dB/km.
Drugim osiągnięciem tejże technologii była konstrukcja lasera pół przewodnikowego pracującego w krysztale arsenku galu. Od pierwszych eksperymentów przekazu optycznego minęło 100 lat nim praktycznie rozwinęła się komunikacja optyczna. W 1980 r. w Bell Labs po raz pierwszy zainstalowano i oddano do użytku światłowodowy trakt optyczny o długości 1000 km. Wkrótce po tym korporacje telekomunikacyjne rozpoczęły budowę kablowych łączy światłowodowych.

## Zastosowania
Światłowód jest wykorzystywany przez firmy telekomunikacyjne do przesyłania sygnałów telefonicznych, komunikacji internetowej i sygnałów telewizji kablowej. Stosuje się go również w innych sektorach, takich jak branża medyczna, obronna, rządowa, przemysłowa oraz komercyjna. Oprócz obsługi telekomunikacji służy jako prowadnica światła, w narzędziach do obrazowania, laserach, hydrofonach do fal sejsmicznych, systemach SONAR, a także jako czujnik do pomiaru ciśnienia i temperatury.	
Ze względu na mniejszą tłumienność i odporność na zakłócenia elektromagnetyczne, światłowód ma przewagę nad przewodami miedzianymi w zastosowaniach wymagających dużej przepływności na duże odległości. Jednak rozwijanie infrastruktury w obrębie miast bywa stosunkowo trudne i czasochłonne, a systemy światłowodowe mogą być złożone oraz kosztowne w instalacji i eksploatacji. Z tego powodu wczesne systemy komunikacji światłowodowej były głównie instalowane w projektach dalekiego zasięgu, gdzie można było w pełni wykorzystać ich zdolność przesyłową, kompensując zwiększone koszty. Ceny komunikacji światłowodowej znacząco spadły od 2000 roku.
Obecnie koszty wdrażania światłowodów bezpośrednio do domów stały się bardziej opłacalne niż wdrażanie sieci opartej na miedzi. Koszty w Stanach Zjednoczonych spadły do 850 dolarów na abonenta, a w krajach takich jak Niderlandy – jeszcze niżej, ze względu na niskie koszty prowadzenia robót ziemnych i dużą gęstość zaludnienia.
Od 1990 roku, kiedy systemy wzmacniania optycznego stały się dostępne komercyjnie, branża telekomunikacyjna zbudowała rozległą sieć międzymiastowych i transoceanicznych łączy światłowodowych. W 2002 roku ukończono międzykontynentalną sieć 250 000 km podmorskich kabli telekomunikacyjnych o przepustowości 2,56 Tb/s, a chociaż dokładne pojemności sieci są objęte tajemnicą handlową, raporty dotyczące inwestycji w telekomunikację wskazują na znaczne zwiększenie przepustowości od 2004 roku. Według stanu na rok 2020, na całym świecie rozprowadzono ponad 5 miliardów kilometrów kabli światłowodowych.

## Przesyłanie informacji
Przesyłanie informacji odbywa się drogą optyczną poprzez światłowody wymaga skonstruowania systemu telekomunikacji optycznej. Podstawowe urządzenia wchodzące w skład cyfrowej wersji takiego systemu to: źródło informacji, koder nadawczy, nadajnik optyczny, linia światłowodowa, detektor optyczny, detektor odbiorczy, odbiorca informacji.
W nadajniku znajduje się źródło informacji w analogowej postaci wraz z koderem który formatuje sygnał informacyjny w strumień bitów. Po stronie odbiornika sygnał informacyjny odtwarzany jest za pomocą dekodera i dostarczany użytkownikowi Obydwa urządzenia związane z kodowaniem są typu elektronicznego. Optycznymi elementami tego systemu są źródło optyczne w nadajniku, światłowód jako medium transmisyjne i detektor optyczny po odbiorczej stronie systemu. Nadajnik wysyła impulsy mocy optycznej, przy czym każdy impuls jest włączany lub wyłączany w takt informacji cyfrowej na wyjściu źródła informacji. Moc optyczna jest w tym przypadku wielkością należąca do pasma podstawowego, gdyż zmienia się z szybkością bitową z nie z częstotliwością optyczną.

## Cechy przekazu
Włókna światłowodowe mają unikalne właściwości, predysponujące je do zastosowań w charakterze linii transmisyjnych. Najważniejsze korzyści wynikające z zastosowania światłowodów są następujące:
- duże możliwości pasmowe,
- mała stratność transmisji,
- odporność na zakłócenia elektromagnetyczne,
- niewielkie wymiary i masa,
- wytrzymałość mechaniczna połączona z giętkością konstrukcyjną.

Te niezwykłe właściwości światłowodów przyczyniły się do szerokiego ich rozpowszechnienia i rozwoju technologii systemów światłowodowych podczas ostatnich dwu dekad co zrewolucjonizowało z kolei postęp w dziedzinie telekomunikacji dalekiego zasięgu

## Typy światłowodów
Falowód, którego rdzeń ma stały współczynnik załamania i którego płaszcz ma mniejszy współczynnik załamania nazywamy falowodem o profilu skokowym:
Jednomodowy falowód o profilu skokowym. Mod (optyka) falowodu reprezentuje rozkład fal stojących utworzony przez rozchodzące się przez pole elektroakustyczne w poprzecznym przekroju rdzenia falowodu.
a)
Falowód jednomodowy działa wtedy jeśli tylko jedna połówka okresu fal stojących układa się na średnicy falowodu jedynie centralny promień jest w stanie rozchodzić się w rdzeniu. Zgodnie z tym falowód jednomodowy jest idealny pod względem szerokości pasma transmisji i dlatego idealnie sprawdza się w telekomunikacji dalekiego zasięgu. Najważniejszym zjawiskiem, które ogranicza pasmo transmisji w tym falowodzie jest zjawisko dyspersji materiałowej, która to spowodowana jest
zależnością współczynnika załamania rdzenia od częstotliwości pracy.
b)
Falowód wielomodowy ma przewagę nad falowodem jednomodowym ze względów mechanicznych, posiada większą średnice rdzenia co ułatwia mu łączenie podłużne i zapewnia niską stratność przy stykowym łączeniu segmentów, a także łatwiej sprzęga ze źródłem optycznym. Ogranicznikiem w wielomodowych są zjawiska dyspersja modalna i wielodrożna pojawiające się wskutek różnic w czasach propagacji związanych z różnymi długościami drogi tej propagacji, konsekwencją tego jest iż promienie o małych kątach padania docierają do odbiornika wcześniej niż promienie o dużych kątach padania.
c)
Światłowód o profilu gradientowym stosowany jest jako jedna z metod do ograniczenia wpływu zjawiska rozmycia impulsu. Współczynnik załamania rdzenia nie jest stały, lecz zmienny. Rdzeń światłowodu o profilu gradientowym działa jak soczewka skupiająca i nadająca promieniom wprowadzanym do światłowodu spiralne trajektorie. Światłowody o tym podłożu mają o rząd wielkości większe pasmo transmisji.

## Urządzenia transmisyjne
a)
Multipleksery optyczne – OADM (OPTICAL ADD DROP MULTIPLEXER) nazywane również krotnicami transferowymi ADM stanowią rozbudowanie urządzenia transmisyjne stosowane do przekazów optycznych których zasadniczą cechą jest możliwość wydzielenia z toru optycznego jednego lub kilku dowolnie wybranych kanałów transmisyjnych i zastąpienie ich strumieniem informacji niekoniecznie o tej samej długości fali.
b)
Przezroczyste przełączniki – najważniejszą ich cechą będąca istotą wydajnego przełączania kanałów optycznych jest stosowanie całkowicie optycznych przełączników bez konwersji sygnałów optycznych do postaci elektrycznej.
c)
Sprzęgacze optyczne – zadaniem ich jest doprowadzenie mocy świetlnej z kilku światłowodów wejściowych do jednego lub kilku światłowodów wyjściowych bądź też dystrybucja mocy optycznej z jednego lub kilku światłowodów wejściowych w kierunku światłowodów wyjściowych

## Sieci światłowodowe w Polsce

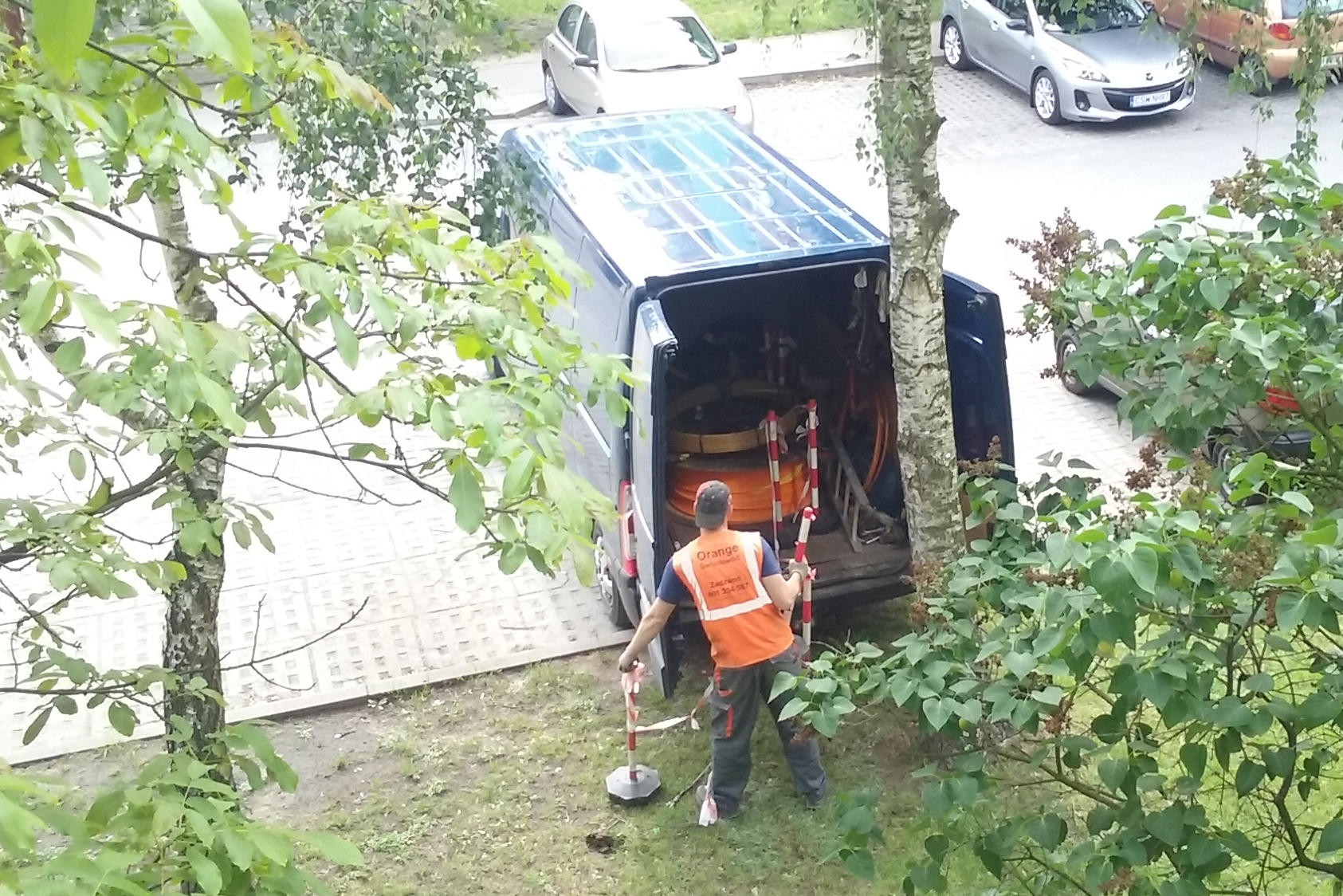
Monterzy w trakcie instalacji światłowodu w Tomaszowie Mazowieckim

Podstawową infrastrukturę sieci optycznych DWDM w Polsce tworzą sieci szkieletowe znajdujące się w obszarze kilku największych operatorów sieci telekomunikacyjnej Orange Polska, sieci światłowodowej energetyki Exatel, oraz sieci resortu kolejnictwa – TK Telekom.
Wielu innych operatorów takich jak NASK, Netia korzysta z własnych łączy lub dzierżawi fragmenty największych sieci światłowodowych, doposażając je w odpowiednio nowoczesne platformy optyczne. Początki DWDM w Polsce to między innymi przeprowadzona w 2000 roku eksperymentalna transmisja z szybkością do 640 Gb/s.
Najdłuższą kablową infrastrukturą optyczną o długości ponad 80 tys. km dysponuje Orange Polska, która rozbudowuje od 2001 r. szkieletową sieć transmisyjną.
Drugą co do wielkości krajową siecią optyczną dysponuje konsorcjum Exatel o łącznej długości 20 tys. km